# 羅馬尼亞航空371號班機空難
羅馬尼亞航空371號班機空難是一起發生於1995年3月31日的空難事故，當日羅馬尼亞航空371號班機原定在當地時間09：06分從羅馬尼亞的布加勒斯特奧托佩尼-亨利·科安德國際機場飛往比利時的布魯塞爾機場，但在起飛不久後，便墜毀於羅馬尼亞境內的巴洛泰什蒂鄉，造成機上60人全數罹難。調查報告指出是正機師於飛行中失能（未知為昏迷或死亡）及飛機的左舷發動機油門故障，副機師在需駕駛飛機、機械故障、機長失能等多重壓力下，未能獨立解決，最終飛機墜毀。該起空難是羅馬尼亞歷史上致死人數最高的空難。

## 乘客與機組人員
這架飛機載有49名乘客和11名機組人員。機長是48歲的Liviu Bătănoiu，飛行時數14,312個小時，其中空中巴士A310的飛行時數為1,735個小時。副駕駛是51歲的Ionel Stoi。飛行時數8,988小時，其中A310的飛行時數為650小時。
| 國籍     | 乘客 | 機組人員 | 合計 |
| -------- | ---- | -------- | ---- |
| 比利时   | 32   | 0        | 32   |
| 羅馬尼亞 | 9    | 11       | 20   |
| 美国     | 3    | 0        | 3    |
| 西班牙   | 2    | 0        | 2    |
| 法國     | 1    | 0        | 1    |
| 荷蘭     | 1    | 0        | 1    |
| 泰國     | 1    | 0        | 1    |
| 共計     | 49   | 11       | 60   |

## 影視節目
這次事故其後被製作成《空中浩劫》第十九季第六集「Fatal Climb」